# Gruumsh
Gruumsh, conosciuto anche come "Un-Occhio", "Colui-che-non-dorme-mai",  "Colui-che-osserva" e il " Dio Orco",  è una divinità immaginaria appartenente al gioco di ruolo fantasy Dungeons & Dragons (ambientazioni Forgotten Realms e Greyhawk). È una divinità maggiore del pantheon orchesco, ed è la divinità principale degli orchi.
Gruumsh si presenta come un corpulento orco in armatura completa nera. Ha un solo occhio senza palpebre perché l'altro gli è stato strappato in battaglia da Corellon Larethian, nonostante i fedeli di Gruumsh dicano che l'occhio sia stato preso con l'inganno.
Gruumsh chiede ai suoi chierici di essere forti, di allontanare i deboli dalle loro file e di conquistare tutti i territori che considera giustamente appartenente a loro (il che significa praticamente tutti). Non tollera alcun segno di amicizia o di pietà. La guerra senza fine è il suo credo, anche se Gruumsh non ha nulla da obiettare alla semplice colonizzazione se è possibile ottenerla. Gruumsh disprezza qualsiasi cosa non sia un orco o di manifattura orchesca ed è disgustato in particolar modo dagli elfi
anche perché fu ad opera del loro patrono Corellon Larethian che perse l'occhio. Ha la stessa attitudine per i nani, che contesero agli orchi il controllo delle montagne e vinsero; uno stato delle cose che Gruumsh ritiene solo temporaneo.
Nell'ambientazione Forgotten Realms, Gruumsh viene nominato come primo Dio ad aver compiuto un Deicidio ai danni della divinità Re.
Gruumsh ebbe un tempo un'alleanza con la dea Drow Araushnee, per sconfiggere Corellon Larethian una volta per tutte. Il suo piano fallì, nonostante l'aiuto divino e di tutti i disprezzatori degli elfi, e Araushnee fu trasformata in Lolth. I due dei divennero nemici.
La sua arma preferita è la Lancia del Sangue.